# Olsztyński chór „Bel Canto”
Olsztyński Chór „Bel Canto” powstał w 1996 roku. Założycielem i dyrygentem zespołu jest Jan Połowianiuk, dziekan Wydziału Sztuki Uniwersytetu Warmińsko-Mazurskiego.
Repertuar zespołu stanowi typowa literatura chóralna od średniowiecznego chorału gregoriańskiego, przez renesansowe motety i madrygały, pieśni wybitnych kompozytorów epoki baroku, klasycyzmu i romantyzmu, aż po kompozycje współczesne. Jest to muzyka zarówno religijna, jak i świecka kompozytorów polskich i obcych. Większość repertuaru stanowią pieśni a cappella. W trakcie dotychczasowych swoich koncertów chór wykonał ponad 300 takich pieśni.
W programach koncertowych zespołu znalazły się również utwory wokalno-instrumentalne (m.in. "Ojczyzna" psalm 136 Jeruzalem op. 18 oraz Polska Msza Pasterska Feliksa Nowowiejskiego), a także wielkie dzieła muzyki wokalno-instrumentalnej. W ramach współpracy z Orkiestrą Symfoniczną Filharmonii Warmińsko-Mazurskiej w Olsztynie chór wykonał: IX Symfonię Ludwiga van Beethovena, kantatę sceniczną na orkiestrę, chór i głosy solowe "Carmina Burana" Carla Orffa, „Stabat Mater” oraz balet „Harnasie” Karola Szymanowskiego, operę „Tosca” Giacomo Pucciniego oraz „Traviatę” Giuseppe Verdiego, oratorium „Znalezienie św. Krzyża” Feliksa Nowowiejskiego, "Requiem" Wolfganga Amadeusza Mozarta, musicale"West Side Story” Leonarda Bernsteina i „My Fair Lady” Fredericka Loewego.
Chór „Bel Canto” dotychczas wystąpił na ponad 470 koncertach w kraju i za granicą. Najważniejsze z nich, to: wykonanie na Jasnej Górze w Częstochowie razem z Orkiestrą Symfoniczną Filharmonii Warmińsko-Mazurskiej oratorium Feliksa Nowowiejskiego „Znalezienie św. Krzyża”, występ w sali koncertowej Akademii Muzycznej im. F. Chopina w Warszawie w cyklu „Interpretacje muzyki chóralnej”, światowe prawykonanie „Stabat Mater” Miłosza Bembinowa. Ważnym wydarzeniem w historii chóru było również zaproszenie na Międzynarodowy Festiwal Rosyjskiej Muzyki Religijnej na Litwę. W maju 2005 r. w sali koncertowej Filharmonii Białostockiej chór dokonał polskiego prawykonania „Liturgii św. Jana Złotoustego op.41” Piotra Czajkowskiego w trakcie koncertu inaugurującego Międzynarodowy Festiwal Muzyki Cerkiewnej Hajnówka 2005. W maju 2006 roku na dziedzińcu zamku w Nidzicy chór dokonał polskiego prawykonania „Requiem gotyckiego” Philipa de Canca.                                                                                                                                                                           W roku 2011 chór wziął udział w uroczystościach beatyfikacyjnych Jana Pawła II w Rzymie, śpiewając podczas Mszy Dziękczynnej na Placu Świętego Piotra. Wykonał wówczas m.in. "Beatus vir" Henryka Mikołaja Góreckiego oraz "Victoria" Wojciecha Kilara. Brał również udział w światowym prawykonaniu kompozycji Michała Lorenca pt. „Missa Magna Beatificationis” w rzymskiej bazylice św. Ignacego Loyoli z orkiestrą NOSPR pod dyrekcją Tadeusza Karolaka.                                                                                                                                        W 2016 roku chór dokonał prawykonania "Missa Jubilata" olsztyńskiego kompozytora Krzysztofa Poręby (utwór napisany specjalnie na 20-lecie pracy artystycznej Chóru "Bel Canto"). Kolejne prawykonanie to "Cantata Eucharistica" Krzysztofa Poręby, utwór skomponowany na 25-lecie chóru w 2021 roku.                                                                                                                                                                     Ważnym koncertem "Bel Canto" było wykonanie Koncertu Inauguracyjnego podczas 41. Międzynarodowego Festiwalu "Hajnowskie Dni Muzyki Cerkiewnej" w Soborze Św. Trójcy w Hajnówce w 2022 roku.
Bardzo ważnym wydarzeniem w historii zespołu było odczytanie z rękopisu kompozytora 6-częściowej "Missa de Lourdes" op. 49 nr 5 Feliksa Nowowiejskiego. Prawykonanie dzieła odbyło się 18.XI.2017 roku w kościele św. Wojciecha w Poznaniu (gdzie pochowany został kompozytor), a 19.XI.2017 roku miało miejsce prawykonanie warmińskie w Katedrze św. Jakuba w Olsztynie (gdzie pracował jako organista).
Od 2017 roku chór współpracuje z Łódzką Fundacją na rzecz Kultury i Sztuki AVANGART. W ramach tej współpracy chór "Bel Canto" wykonał opery "La Boheme" Giacomo Pucciniego i "Cyrulik Sewilski" Gioaccino Rossiniego, operetkę "Księżniczka Czardasza" Imre Kálmána, a także "Missa pro pace" Wojciecha Kilara podczas Festiwalu "Assisi Pax Mundi w Asyżu (Włochy).                                                                                             Co roku "Bel Canto" bierze udział w Gali Operowej Mazurskiego Festiwalu Operowego "BELCANTO" w Mrągowie (Iławie, Malborku, Rynie), realizując sceny chóralne i towarzysząc międzynarodowej obsadzie solistów.
Chór „Bel Canto” razem z olsztyńskim zespołem „Czerwony Tulipan” wydał płytę pt. „Kolędy” (2001r.). W 2007 roku ukazała się kolejna płyta zespołu pt. „Kyrie Eleison”, w 2012 roku płyta "Feliks Nowowiejski 'Zjednoczona Polska' pieśni z op. 38", a w 2013 roku płyta "Priiditie wospoim ludie" Pieśni cerkiewne (live). Nagrania chóru znalazły się również na 6 płytach wydawanych przez Fundację „Muzyka Cerkiewna”. W 2011 roku została wydana przez Stowarzyszenie "Wspólnota Polska" płyta video z koncertu "Missa Magna Bestificationis" Michała Lorenca w rzymskim kościele św. Ignacego Loyoli.
W czerwcu 2014 roku członkowie chóru postanowili powołać Stowarzyszenie Muzyki Chóralnej „Bel Canto”.

## Osiągnięcia
Chór „Bel Canto” dotychczas wystąpił w ponad 30 konkursach i festiwalach chóralnych zdobywając w sumie 40 nagród.
- 1997 – XVI Międzynarodowy Festiwal Muzyki Cerkiewnej „Hajnówka” – I miejsce w kat. chórów amatorskich oraz nagroda dla najlepszego wykonawcy muzyki współczesnej
- 1998 - IV Ogólnopolski Festiwal Kolęd i Pastorałek w Będzinie - II nagroda (I nie przyznano), nagroda za najlepsze wykonanie kolędy tradycyjnej
- 1998 - VII Myślenicki Festiwal Pieśni Chóralnej "Kolędy i Pastorałki" - II nagroda w kat. chórów mieszanych
- 1999 – Ogólnopolski Turniej Chórów „Legnica Cantat” – I miejsce i nagroda im. H. Karlińskiego
- 2000 - VI Ogólnopolski Festiwal Kolęd i Pastorałek w Będzinie - III miejsce w kat. chóry dorosłych
- 2000 – IX Ogólnopolski Festiwal Pieśni Chóralnej „Kolędy i Pastorałki” w Myślenicach – Grand Prix
- 2000 - I Festiwal Pieśni Chóralnej "Warmia Mazury Cantat - Olsztyn 2000 - I nagroda
- 2004 – Międzynarodowy Festiwal Pieśni Sakralnej Łapskie Te Deum – I miejsce w kat. chórów innych
- 2005 – Międzynarodowy Festiwal Pieśni Sakralnej Łapskie Te Deum – Grand Prix oraz nagroda dla najlepszego dyrygenta
- 2005 - XXXVI Ogólnopolski Turniej Chórów "Legnica Cantat" - III nagroda
- 2007 – Międzynarodowy Festiwal Chóralny im. B. Martinů w Pardubicach (Czechy) – Srebrny medal
- 2008 – III Ogólnopolski Konkurs Kolęd i Pastorałek „Gaudium Magnum” w Chełmnie – Grand Prix oraz nagroda dla najlepszego dyrygenta
- 2008 – V Turniej Chórów o „Wstęgę Drwęcy” w Brodnicy – Grand Prix
- 2008 – XXVII Międzynarodowy Festiwal Muzyki Cerkiewnej „Hajnówka” w Białymstoku – II miejsce w kat. chórów świeckich amatorskich
- 2008 – VII Międzynarodowy Festiwal „Hajnowskie Dni Muzyki Cerkiewnej” w Hajnówce – II miejsce w kat. chórów akademickich
- 2008 - III Ogólnopolski Konkurs "Ars Liturgica" w Gnieźnie - Złoty Dyplom oraz Nagroda Specjalna Dyrektora Festiwalu
- 2009 - IV Ogólnopolski Konkurs Pieśni Pasyjnej "Cecylianum" w Bydgoszczy - Srebrny Dyplom
- 2010 - VIII Międzynarodowy Festiwal „Hajnowskie Dni Muzyki Cerkiewnej” w Hajnówce  - III miejsce w kat. chórów akademickich
- 2011 - XXX Międzynarodowy Festiwal Muzyki Cerkiewnej „Hajnówka” w Białymstoku – III miejsce w kat. chórów amatorskich świeckich
- 2011 - X Międzynarodowy Festiwal Muzyki Cerkiewnej „Kałożskij Błagowiest” w Grodnie (Białoruś) – III miejsce
- 2013 - XII Międzynarodowy Festiwal Muzyki Cerkiewnej „Hajnówka” w Białymstoku – II miejsce w kat. chórów akademickich
- 2014 - XIII Międzynarodowy Festiwal Muzyki Cerkiewnej „Kałożskij Błagowiest” w Grodnie (Białoruś) – III miejsce
- 2014 - III Ogólnopolski Konkurs Chórów im. św. Jana Bosko w Aleksandrowie Kujawskim - Grand Prix
- 2015 - X Ogólnopolski Konkurs Kolęd i Pastorałek „Gaudium Magnum” w Chełmnie - Złoty Dyplom
- 2015 - IV Międzynarodowy Festiwal Chórów „O Złotą Wstęgę Solczy” w Ejszyszkach (Litwa) -  Pierwsze miejsce w kat. chórów kameralnych oraz nagroda specjalna za najlepsze wykonanie utworu kompozytora litewskiego.
- 2015 - VII Ogólnopolski Turniej Chórów „O Kryształowe Serce Chełmińskiej Jesieni” w Chełmnie – Złoty Dyplom, Nagroda specjalna dla najlepszego dyrygenta oraz Puchar Marszałka Województwa Kujawsko-Pomorskiego
- 2018 - VIII Ogólnopolski Konkurs "Ars Liturgica" w Gnieźnie - Srebrny Dyplom w kat. chóry mieszane
- 2019 - XXII Międzynarodowy Festiwal Chóralny "Tęcza" w Sankt Petersburgu (Rosja) - Dyplom II stopnia
- 2020 - XXXIX Międzynarodowy Festiwal Muzyki Cerkiewnej "Hajnówka" w Białymstoku - I miejsce w kat. chórów amatorskich świeckich oraz wyróżnienie dla dyrygenta
- 2023 - XI Gdański Międzynarodowy Festiwal Chóralny - Srebrny Dyplom

Chór "Bel Canto" w 2016 roku został uhonorowany przez Ministra Kultury i Dziedzictwa Narodowego medalem "Zasłużony dla Kultury Polskiej".